# Francisco Javier Del Valle Paredes
Francisco Javier Delvalle Paredes (Isla Pucú, 3 de dezembro de 1942) é bispo emérito da Diocese de Campo Mourão, sendo 4º bispo dessa diocese. Seu antecessor foi Dom Mauro Aparecido dos Santos, nomeado em outubro de 2007 como arcebispo da Arquidiocese de Cascavel.
Dom Francisco Javier abriu o Jubileu da Misericórdia, no dia 13 de dezembro de 2015.

## Biografia
Dom Javier, nasceu em Isla Pocú, no Paraguai, no dia 3 de dezembro de 1942. Na Argentina, cursou Filosofia e Pedagogia; no Studium Theologicum, em Curitiba, estudou Teologia; Espiritualidade, na Colômbia e, Teologia Bíblica, na Pontifícia Faculdade de Teologia Nossa Senhora da Assunção, em São Paulo. Dom Javier tem especialização em Pastoral Catequética, pelo Instituto Pio XI, em São Paulo; e pós-graduação em Teologia Bíblica e Metodologia de Ensino Religioso no ITEPA e UCPEL, em Passo Fundo-RS.
Participou de missões na África entre 1977 e 1978, trabalhando no Congo.
Veio para a Diocese de Campo Mourão em 1978 e desempenhou o cargo de reitor do seminário por dois anos. Trabalhou em Peabiru, Quinta do Sol e Fênix. Foi diretor espiritual do Seminário Menor, do Seminário de Filosofia e do Seminário de Teologia, além de responsável pela Ação Missionária, coordenador diocesano, representante diocesano do clero, professor na Escola de Teologia Pastoral e diretor do Seminário de Filosofia.
Foi Administrador diocesano desde que Dom Mauro Aparecido dos Santos assumiu a Arquidiocese de Cascavel.
Foi nomeado bispo da Diocese de Campo Mourão, pelo Papa Bento XVI, no dia 24 de dezembro de 2008 e tomou posse em 27 de fevereiro de 2009.